# Вольная Поляна
Вольная Поляна (укр. Вільна Поляна) — село в Баштанском районе Николаевской области Украины.
Население по переписи 2001 года составляло 44 человека. Почтовый индекс — 56121. Телефонный код — 5158.

## Местный совет
56120, Николаевская обл., Баштанский р-н, с. Ермоловка, ул. Ленина, 18